# Charbonnier-les-Mines

Charbonnier-les-Mines este o comună în departamentul Puy-de-Dôme, Franța. În 1 ianuarie 2022 avea o populație de 937 de locuitori.